# Castanopsis phuthoensis
Castanopsis phuthoensis är en bokväxtart som beskrevs av Luong. Castanopsis phuthoensis ingår i släktet Castanopsis och familjen bokväxter.
Artens utbredningsområde är Vietnam. Inga underarter finns listade.